# Chlorotettix emarginata
Chlorotettix emarginata är en insektsart som beskrevs av Baker 1898. Chlorotettix emarginata ingår i släktet Chlorotettix och familjen dvärgstritar. Inga underarter finns listade i Catalogue of Life.